# Ron Brewer
Ronald Charles "Ron" Brewer (Fort Smith, Arkansas; 16 de septiembre de 1955) es un exjugador de baloncesto estadounidense que jugó durante ocho temporadas en la NBA en seis equipos diferentes. Con 1,93 metros de altura, jugaba en la posición de base. Es el padre del actual jugador profesional Ronnie Brewer.

## Trayectoria deportiva

### Universidad
Tras pasar un año en la pequeña universidad de Westark Community College, acudió a la Universidad de Arkansas, donde coincidió con Sidney Moncrief. Fue nombrado All-American en 1978, llegando ese mismo año a la Final Four de la NCAA, siendo incluido en el mejor quinteto del torneo. En sus cuatro temporadas colegiales promedió 15,8 puntos y 3,3 rebotes por partido.

### Profesional
Fue elegido en la séptima posición del Draft de la NBA de 1978 por Portland Trail Blazers, justo por detrás de Larry Bird y por encima de jugadores tan importantes como Reggie Theus y Maurice Cheeks. En su primera temporada en la liga promedió 13,3 puntos y 1,3 robos de balón, por lo que fue incluido en el Mejor quinteto de rookies de la NBA. En su segunda temporada mejoraría su aportación ofensiva, llegando a los 15,7 puntos por partido, pero esa fue el último año que pasó en el mismo equipo toda la temporada. A partir de entonces se sucedió un carrusel de traspasos que le hicieron jugar en San Antonio Spurs, Cleveland Cavaliers, Golden State Warriors, New Jersey Nets y Chicago Bulls. A pesar de ello, al finalizar su carrera profesional tras la temporada 1985-86, había promediado 11,9 puntos y 1,8 asistencias por partido.